# Volksabstimmungen in der Schweiz 1913
Dieser Artikel bietet eine Übersicht der Volksabstimmungen in der Schweiz im Jahr 1913.
Es fand in diesem Jahr nur eine Volksabstimmung in der Schweiz  statt, die im Rahmen eines Urnengangs am 4. Mai 1913 erfolgte. Dabei handelte es sich um ein obligatorisches Referendum.

## Abstimmung am 4. Mai 1913

### Ergebnis
| Nr. | Vorlage | Art | Stimm- berechtigte | Abgegebene Stimmen | Beteiligung | Gültige Stimmen | Ja      | Nein    | Ja-Anteil | Nein-Anteil | Stände | Ergebnis |
| --- | --- | --- | ------------------ | ------------------ | ----------- | --------------- | ------- | ------- | --------- | ----------- | ------ | -------- |
| 72  | Bundesbeschluss betreffend Revision der Artikel 69 und 31, 2. Absatz, lit.d, der Bundesverfassung (Bekämpfung menschlicher und tierischer Krankheiten) | OR  | 844'175            | 304'206            | 36,04 %     | 280'175         | 169'012 | 111'163 | 60,32 %   | 39,68 %     | 16½:4½ | ja       |

### Bekämpfung von Krankheiten
1909 forderte eine vom Nationalrat für dringlich erklärte Motion, eine gesetzliche Grundlage zu schaffen, damit der Bund Massnahmen gegen die Tuberkulose und andere Krankheiten bei Mensch und Tier beschliessen könne. Zur Förderung der Volksgesundheit beantragte der Bundesrat im Dezember 1911 eine neue Fassung des bestehenden Artikels 69 der Bundesverfassung. Eine weiter gefasste Formulierung würde es dem Bundesrat erlauben, zukünftig auch zur Bekämpfung von Tuberkulose, Kretinismus und Krebs gesetzliche Bestimmungen zu beschliessen. Beide Kammern des Parlaments genehmigten die Änderung einstimmig. Entsprechend gab es kaum nennenswerte Opposition und der Abstimmungskampf verlief im Wesentlichen ruhig. Bei sehr tiefer Stimmbeteiligung (der bis anhin tiefsten ermittelten überhaupt) fand die Vorlage bei Volk und Ständen breite Zustimmung. Nein-Mehrheiten gab es in den Kantonen Aargau, Appenzell Innerrhoden, Freiburg, St. Gallen und Thurgau. Im Kanton Schwyz resultierten exakt gleich viele Ja- und Nein-Stimmen, weshalb die Standesstimme als Unentschieden gewertet wurde.